# Йоганн Йозеф Аберт
Йо́ганн (Ян) Йо́зеф А́берт (21 вересня 1832, Коховіце, Богемія — 1 квітня 1915 Штутгарт) — німецький композитор і капельмейстер. Батько музикознавця Германа Аберта.
Родом із судетських німців. Призначений до духовного сану, був відданий у 15-річному віці на виховання в августинський монастир, але незабаром втік з монастиря і присвятив себе вивченню музики в Празькій консерваторії під керівництвом Йозефа Грабе і Фрідріха Кітля. Отримавши місце контрабасиста в придворній капелі в Штутгарті, він став популярним завдяки двом своїм творам: симфонії «A-dur» і опері «Анна фон Ландскрон».